# Joseph Georg Meinert
Joseph Georg Meinert, né le 22 février 1773 à Leitmeritz, décédé le 15 mai 1844 à Partschendorf, en Moravie, est un collectionneur de chansons populaires, un historien de la culture et un philosophe tchèque. Son ouvrage « Der Fylgie » est la première ouvrage scientifique de chansons populaires, dans un dialecte germanique ayant été publié dans les pays germanophones.
Il a également traduit en 1820, l'ouvrage de son « Voyage en Orient » de Jean de Marignol, actuellement conservé à Florence, sous le titre « Reise in das Morgenland », racontant son périple en Chine, de 1342 à 1345, sous le règne de Toghan Témur, dernier empereur mongol de Chine de la dynastie Yuan.

## Œuvres
- (de) Jean de Marignol (trad. Joseph Georg Meinert), Johannes von Marignola,... Reise in das Morgenland vom J. 1339-1353. Aus dem Latein übersetzt, geordnet und erläutert von J. G. Meinert, Prag, gedruckt bei G. Haase, 1820, 108 p. (BNF 30884770)